# زمین‌لرزه ۱۹۴۷ پرو
زمین‌لرزه پرو  در تاریخ ۱ نوامبر ۱۹۴۷ میلادی، برابر با ‎۹ آبان ۱۳۲۶، ساعت ۱۴:۵۸:۵۳ به زمان یوتی‌سی در پرو رخ داد. بزرگی آن ۷٫۷ در مقیاس Mw اعلام شده‌است. زمین‌لرزه به وقت محلی در روز شنبه، ساعت ۹ روی داده و منطقه زمانی آن یوتی‌سی -۵ بوده‌است .
سازمان زمین‌شناسی آمریکا نیز جای این زمین‌لرزه را در مختصات ۱۰°۳۰′جنوبی ۷۵°۰۰′غربی / ۱۰٫۵°جنوبی ۷۵°غربی و بزرگی آنرا برابر با ۷٫۳ در مقیاس ریشتر اعلام کرده‌است. ژرفای گزارش شده از سوی این سازمان ۱۰۰ کیلومتر می‌باشد.
شمار کشتگان زلزله حدود ۲۳۳ نفر بوده‌است.